# Jorge Camargo
Jorge Geraldo de Camargo Filho, mais conhecido como Jorge Camargo (São Paulo, 6 de abril de 1963), é um cantor, compositor, produtor musical, multi-instrumentista, arranjador e escritor brasileiro, ex-integrante dos grupos Semente e Vencedores por Cristo. É também tradutor (inglês, juramentado, vinculado à JUCESP).[carece de fontes?]
Autor, entre outras canções litúrgicas, de "Teus Altares" (com Guilherme Kerr), lançou em 2009 um livro sobre o álbum De Vento em Popa, como desdobramento de sua dissertação de mestrado em Ciências da Religião, defendida em 2005 na Universidade Presbiteriana Mackenzie. É também doutor em Educação, Arte e História da Cultura pela mesma universidade. [carece de fontes?]
Tem dezessete álbuns editados e 40 anos de experiência musical. Interessa-se pelo estudo sobre a presença, a influência e a importância do sagrado na música popular brasileira e as interfaces entre arte, cultura, filosofia e religião.[carece de fontes?]
Suas músicas foram regravadas por vários intérpretes, como Carlinhos Veiga, Arautos do Rei, Aline Pignaton, Carol Gualberto,   João Alexandre, Paulo César Baruk, Josani Pimenta, Nádia Santolli e Davi Sacer.

## Discografia
Solo
- 1987: Salmos
- 1991: Feito o Amanhecer
- 1996: Presença
- 1999: Intimidade
- 2000: O Chamado
- 2002: Surpreendente Graça
- 2008: Somos Um
- 2011: Tudo que É Bonito de Viver
- 2012: Definitivo
- 2012: A Poesia Caminha... Histórias de Viagens Sobre Cidades e Sonhos
- 2013: Canções do Caminho
- 2018: Recital
- 2019: A Catedral do Dia
- 2020: Canções da Quarentena
- 2020: Gaia
- 2021: Natal, Piano e Voz
- 2024: Devocional

Coletâneas
- 2001: 20 Anos de Estrada

EPs
- 2017: Ao Vivo em Orlando